# Iwan Samtajew
Iwan Aduczinowicz Samtajew (ros. Иван Адучинович Самтаев, ur. 1 stycznia 1964) – radziecki zapaśnik walczący w stylu klasycznym. Złoty medalista mistrzostw Europy w 1986. Pierwszy w Pucharze Świata w 1986. Mistrz Europy młodzieży w 1984 i wicemistrz świata w 1983. Mistrz ZSRR w 1986; drugi w 1985 roku.